# Liste der Baudenkmäler in Ramsau bei Berchtesgaden
Auf dieser Seite sind die Baudenkmäler in der oberbayerischen Gemeinde Ramsau bei Berchtesgaden zusammengestellt. Diese Tabelle ist eine Teilliste der Liste der Baudenkmäler in Bayern. Grundlage ist die Bayerische Denkmalliste, die auf Basis des Bayerischen Denkmalschutzgesetzes vom 1. Oktober 1973 erstmals erstellt wurde und seither durch das Bayerische Landesamt für Denkmalpflege geführt wird. Die folgenden Angaben ersetzen nicht die rechtsverbindliche Auskunft der Denkmalschutzbehörde.

## Ensembles

### Ensemble Pfarrkirche St. Sebastian mit Umgebung

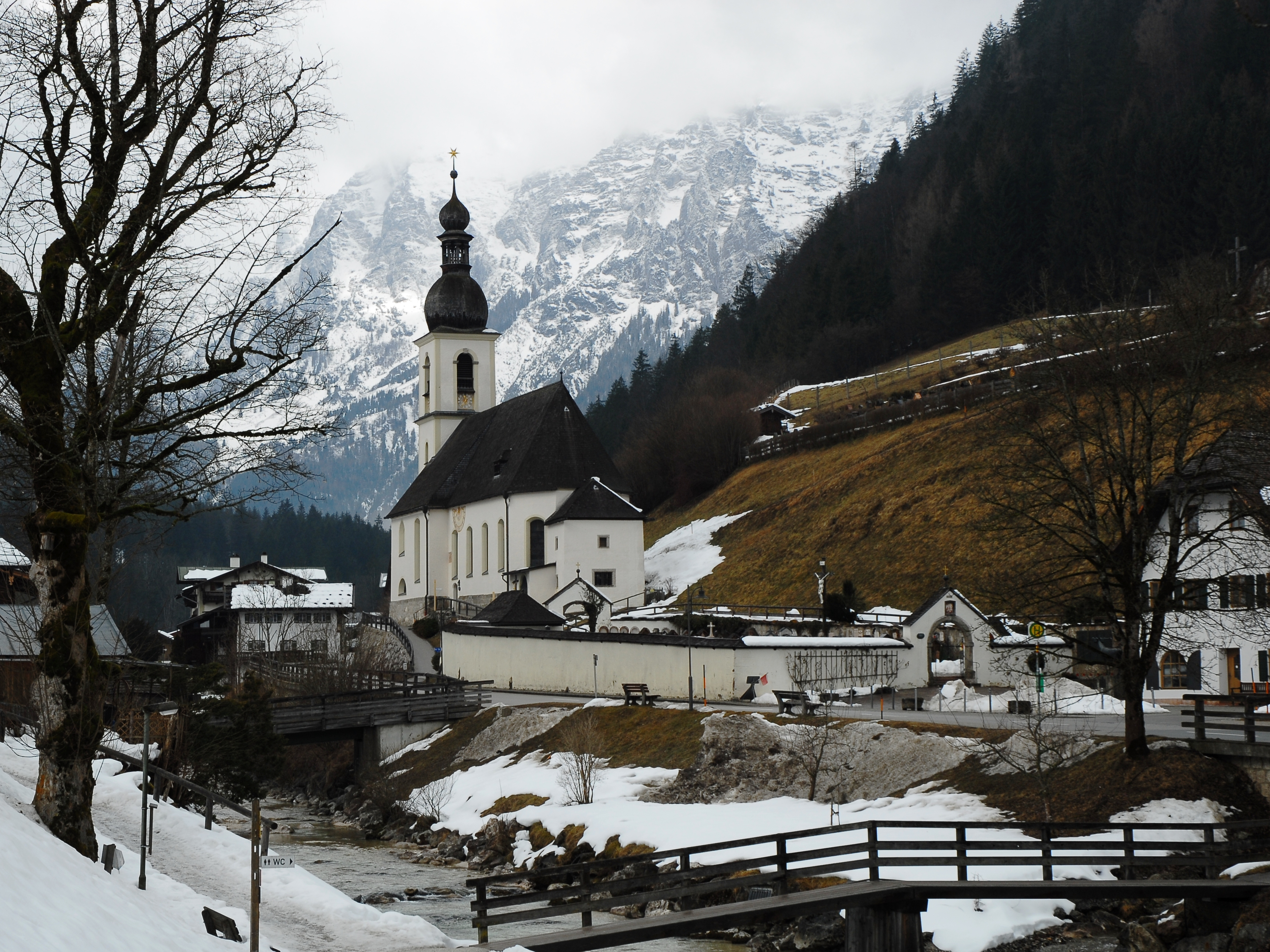

Die einzige größere Häusergruppierung des gesamten Ramsauer Tals entstand seit dem Spätmittelalter nahe der alten Fürstpröpstlichen Stiftstaverne an der Salzstraße von Berchtesgaden über den Hirschbichlpaß in den Pinzgau, im Talgrund in der Gnotschaft Taubensee. 
1512 erbaut Fürstpropst Gregor Rainer östlich der Wirtschaft die Kirche St. Sebastian, die im 16. und 17. Jahrhundert mehrfach erweitert und barock ausgebaut wurde. Von Berchtesgaden aus wurden die Ramsauer Gnotschaften bis 1657 geistlich betreut, danach residierte ein Chorherr ständig als selbstständiger Vikar bei der Kirche und 1659 wurde für diesen der Pfarrhof bei der Kirche neu erbaut. Gleichzeitig wurde um die Kirche der ummauerte Friedhof angelegt, der auch den alten Karner noch besitzt. Weiter östlich schlossen sich später das Mesnerhaus mit seinem Schopfwalmdach und um 1900 noch das Schulhaus an, so dass schließlich auf engem Ort alle wichtigen nicht-bäuerlichen Bauten der weit ausgedehnten Gemeinde vereint waren. Sie setzen sich in ihrer Bauweise und vor allem mit ihren Dachformen bewusst von den bäuerlichen Bauten ab und bilden noch heute – anschaulich und überragt von dem harmonischen Bau der Kirche – den Mittelpunkt der Gemeinde.
Aktennummer: E-1-72-129-1 

## Baudenkmäler nach Gemeindeteilen

### Antenbichl
| Lage                            | Objekt                                          | Beschreibung | Akten-Nr.     | Bild |
| ------------------------------- | ----------------------------------------------- | --- | ------------- | ---- |
| Alte Reichenhaller Straße 41 () | Magdalenenkapelle                               | wohl 18. Jahrhundert; mit Ausstattung; beim Semleitenlehen nicht nachqualifiziert, im Bayerischen Denkmal-Atlas nicht kartiert                 | D-1-72-129-13 |      |
| Im Tal (Standort)               | Bildstock                                       | Tuffsteinpfeiler mit von Kreuz bekrönter Laterne, 16. Jh.                                                                                      | D-1-72-129-16 | BW   |
| Sommerau 16 (Standort)          | Sommeraulehen                                   | Bauernhaus, Obergeschoss in Blockbauweise, 17./18. Jahrhundert                                                                                 | D-1-72-129-17 | BW   |
| Triebenbachstraße 50 (Standort) | Fernsebnerlehen                                 | Obergeschoss in Blockbauweise, First bezeichnet mit dem Jahr 1723, Stube mit Ausmalung von 1849; Brechhütte, wohl 19. Jahrhundert; am Waldrand | D-1-72-129-19 | BW   |
| Triebenbachstraße 50 (Standort) | Beim Fernsebnerlehen Mauerreste eines Kalkofens | 18./19. Jahrhundert; 200 bis 300 Meter hinter dem Hof nicht nachqualifiziert                                                                   | D-1-72-129-20 | BW   |

### Au
| Lage                                 | Objekt                                                       | Beschreibung | Akten-Nr.     | Bild           |
| ------------------------------------ | ------------------------------------------------------------ | --- | ------------- | -------------- |
| Auf der Reiten 63 (Standort)         | Soleleitungsweg der ehem. Soleleitung in Richtung Schwarzeck | 1817/19 | D-1-72-117-27 | BW             |
| Berchtesgadener Straße 20 (Standort) | Zugehöriger Feldkasten                                       | Blockbau, wohl 17. Jahrhundert; Oberteil erneuert (Auerlehen) | D-1-72-129-3  | BW             |
| Berchtesgadener Straße 91 (Standort) | Roßhofschmiede                                               | dreigeschossiges Haus, Untergeschoss 18. Jahrhundert, First bezeichnet mit dem Jahr 1846; Kapellenbildstock mit Kruzifix des 18. Jahrhunderts; neben der Roßhofschmiede                                                      | D-1-72-129-4  | BW             |
| B 305; Leyerer Berg (Standort)       | Soleleitungsweg der ehem. Soleleitung                        | in Richtung Schwarzbachwacht, 1817 ff. | D-1-72-129-12 | BW             |
| Holzengasse 6 (Standort)             | Feldkasten                                                   | erdgeschossiger Blockbau, vorkragendes Obergeschoss verbrettert, Flachsatteldach mit Legschindeldeckung, wohl 18. Jh. | D-1-72-129-77 | BW             |
| Holzengasse 9 (Standort)             | Feldkasten                                                   | erdgeschossiger Blockbau, vorkragendes Obergeschoss verbrettert, Flachsatteldach mit Legschindeldeckung, 18. Jh. | D-1-72-129-78 | BW             |
| Riesenbichl 35 (Standort)            | Evang.-Luth. Pfarrkirche Zum guten Hirten                    | leicht asymmetrisch angeordneter Saalbau mit zum Chor hin ansteigendem First, campanileartigem Dachreiter mit schindelgedecktem Zeltdach, nördlicher Sakristeianbau, nach Plänen von Gustav Gsaenger, 1958; mit Ausstattung. | D-1-72-129-74 | weitere Bilder |

### Hintersee
| Lage                            | Objekt                               | Beschreibung | Akten-Nr.     | Bild                                 |
| ------------------------------- | ------------------------------------ | --- | ------------- | ------------------------------------ |
| Am See 69 (Standort)            | Antonikapelle                        | mit Walmdach, wohl 17. Jahrhundert; mit Ausstattung; am Westufer des Hintersees | D-1-72-129-21 | weitere Bilder                       |
| Am See 89 (Standort)            | Haus Jordan                          | herrschaftliches Landhaus, malerisch im Heimatstil, mit neubarocken und Jugendstilelementen, Obergeschoss in Blockbauweise, Holzarchitektur zum Teil farbig gefasst, Legschindeldach, Lauben, Erker und zum Teil in das Haus gezogene Terrasse, angebaute Autohalle mit Hausmeisterwohnung; 1916/17 von Georg Zimmermann erbaut | D-1-72-129-22 | Haus Jordan                          |
| Hinterseer Straße 22 (Standort) | Marxenhäusl, ehemals Kleinbauernhaus | Obergeschoss in Blockbauweise, 1616 | D-1-72-129-23 | Marxenhäusl, ehemals Kleinbauernhaus |
| Hintersee Hirschbichlstraße ()  | Kapelle                              | Holzbau mit Schindeldach, wohl 19. Jahrhundert; mit Ausstattung; nördlich von Gasthof Auzinger | D-1-72-129-27 |                                      |
| Hirschbichlstraße 7 (Standort)  | Forsthaus Hintersee                  | mit Flachsatteldach, Dachzone verbrettert, um Mitte 19. Jahrhundert | D-1-72-129-24 | weitere Bilder                       |
| Hirschbichlstraße 8 (Standort)  | Feldkapelle                          | mit geschweiftem Schopfwalmdach, schindelgedeckt, wohl 18. Jahrhundert; mit Ausstattung; nördlich von Gasthof Auzinger. | D-1-72-129-26 | weitere Bilder                       |
| Hirschbichlstraße 8 (Standort)  | Gasthof Auzinger                     | zweigeschossiger, traufseitiger Bau mit Satteldach, bemalte Balkenköpfe, alte Fenstergitter, nach 1867; mit Ausstattung | D-1-72-129-25 | weitere Bilder                       |
| Hirschbichlstraße 11 (Standort) | Ehemals Zollhaus                     | eingeschossiger Satteldachbau, 1822 erbaut und 1842 umgebaut, Umbau zum Wohnhaus von Fritz Todt durch Gustav Gsaenger, 1940/41; über eine Mauer verbundene Garage, um 1940 | D-1-72-129-73 | weitere Bilder                       |

### Point
| Lage                       | Objekt                  | Beschreibung | Akten-Nr.     | Bild           |
| -------------------------- | ----------------------- | --- | ------------- | -------------- |
| Im Tal 78 (Standort)       | Alter Ramsauer Friedhof | mit Ummauerung, angelegt 1658, zwei Torbögen, der östliche bezeichnet mit dem Jahr 1897; Grabdenkmäler des 17./18. Jahrhunderts, in die Mauer eingelassen; Ehemaliger Karner, wohl 17. Jahrhundert | D-1-72-129-52 | weitere Bilder |
| Nähe Villa Post (Standort) | Kapelle                 | mit Schopfwalmdach, 18. Jahrhundert; mit Ausstattung; bei Nr. 66 | D-1-72-129-49 | BW             |

### Ruppenhäusl
| Lage                                 | Objekt                    | Beschreibung                                                 | Akten-Nr.     | Bild                      |
| ------------------------------------ | ------------------------- | ------------------------------------------------------------ | ------------- | ------------------------- |
| Im Tal; Hinterseer Straße (Standort) | Bildstock-Kapelle         | wohl 18. Jahrhundert; mit Ausstattung; westlich von Nr. 112  | D-1-72-129-15 | BW                        |
| Nähe Kunterweg (Standort)            | Kalvarienbergkapelle      | 1774; mit Ausstattung; am Beginn des Weges nach Kunterweg    | D-1-72-129-57 | weitere Bilder            |
| Nähe Plätzerhaus (Standort)          | Sogenannte Leichenkapelle | wohl 18. Jahrhundert; mit Ausstattung; westlich vom Oberwirt | D-1-72-129-56 | Sogenannte Leichenkapelle |

### Schwarzeck
| Lage                                   | Objekt                                | Beschreibung | Akten-Nr.     | Bild |
| -------------------------------------- | ------------------------------------- | --- | ------------- | ---- |
| Alpenstraße 40 (Standort)              | Karnerlehen                           | Bauernhaus, 17./18. Jahrhundert; Feldkasten, Blockbau, Unterteil bezeichnet mit dem Jahr 1551 (oder 1554)                                              | D-1-72-129-29 | BW   |
| Lehenmühlweg 9 (Standort)              | Freidinglehen                         | Bauernhaus, Erdgeschoss 17./18. Jahrhundert; Obergeschoss verputzter Blockbau, bezeichnet mit dem Jahr 1791; Feldkasten, Blockbau, 17./18. Jahrhundert | D-1-72-129-34 | BW   |
| Nähe Schwarzecker Straße 25 (Standort) | Soleleitungsweg der ehem. Soleleitung | in Richtung Schwarzbachwacht, 1817 ff | D-1-72-129-38 | BW   |
| Schwarzecker Straße 51 (Standort)      | Gastaglehen                           | Bauernhaus, Obergeschoss in Blockbauweise, 17./18. Jahrhundert                                                                                         | D-1-72-129-35 | BW   |

### Taubensee
| Lage                             | Objekt                                                    | Beschreibung | Akten-Nr.     | Bild           |
| -------------------------------- | --------------------------------------------------------- | --- | ------------- | -------------- |
| Alpenstraße 73 (Standort)        | Langbrucklehen                                            | Bauernhaus, Obergeschoss in Blockbauweise, 17./18. Jahrhundert | D-1-72-129-40 | BW             |
| Alpenstraße 75; B 305 (Standort) | Uhlnlehen                                                 | Wohnteil eines Bauernhauses, zweigeschossiger massiver Flachsatteldachbau, 18. Jahrhundert; Feldkasten 18. Jahrhundert, Aufbau 1909, an der Pfette im Innern bezeichnet; Ehemalige Brechhütte, eingeschossiger Satteldachbau aus Bruchsteinmauerwerk mit Blockbaukniestock, wohl 18. Jahrhundert | D-1-72-129-41 | BW             |
| Alpenstraße 89 (Standort)        | Heißenkapelle                                             | 18./19. Jahrhundert | D-1-72-129-42 | BW             |
| Alpenstraße 97 (Standort)        | Zugehöriger Stallstadel und Stadel                        | Blockbauten auf gemauertem Sockel, 17./18. Jahrhundert; zum Kaltbachlehen gehörig | D-1-72-129-43 | BW             |
| Alpenstraße 114 (Standort)       | Feldkapelle                                               | mit schindelgedecktem Walmdach, 18. Jahrhundert; mit Ausstattung; zum Leierhof gehörig; Backofenhäuschen, 19. Jahrhundert | D-1-72-129-44 | BW             |
| Alpenstraße 155 (Standort)       | Ehemaliges Brunnhaus Schwarzbachwacht der Soleleitung     | erdgeschossiger klassizistischer Putzbau, angeschlossene gleichartige Baukörper, verschindelt, um 1820 | D-1-72-129-46 | BW             |
| Im Tal 78 (Standort)             | Mesnerhaus                                                | zweigeschossiger Putzbau mit Schopfwalmdach, Anfang 19. Jahrhundert, im Kern älter | D-1-72-129-50 | Mesnerhaus     |
| Im Tal 80 (Standort)             | Katholische Ramsauer Pfarrkirche St. Fabian und Sebastian | erbaut 1512, der breitere Erweiterungsbau 1697, Westturm und Zwiebel 1700; mit Ausstattung | D-1-72-129-51 | weitere Bilder |
| Im Tal 81 (Standort)             | Saxenhäusl                                                | Wohnhaus, Erdgeschoss bezeichnet mit dem Jahr 1670, Obergeschoss verputzter Blockbau, am First bezeichnet mit dem Jahr 1716 | D-1-72-129-53 | Saxenhäusl     |
| Im Tal 82 (Standort)             | Pfarrhof                                                  | stattlicher Bau mit Schopfwalmdach und Nagelfluh-Portal, erbaut 1659 | D-1-72-129-54 | weitere Bilder |
| Im Tal 86 (Standort)             | Gasthof Oberwirt                                          | dreigeschossiger Bau, durch Wappentafel bezeichnet mit dem Jahr 1637, First bezeichnet mit 1757 | D-1-72-129-55 | weitere Bilder |
| Kunterweg 29 (Standort)          | Katholische Wallfahrtskirche Maria Kunterweg              | origineller barocker Bau von 1731/33 mit zwei überkuppelten Apsiden; mit Ausstattung | D-1-72-129-58 | weitere Bilder |

### Weitere Gemeindeteile
| Lage                                                            | Objekt                                                            | Beschreibung | Akten-Nr.     | Bild                                                      |
| --------------------------------------------------------------- | ----------------------------------------------------------------- | --- | ------------- | --------------------------------------------------------- |
| Forst Hintersee Bindalm (Standort)                              | Bindalm                                                           | zwei Blockbau-Kaser, 18./19. Jahrhundert, ein Rundum-Blockbau-Kaser, bezeichnet mit dem Jahr 1686; an der Hirschbichlstraße, 1020 m Höhe | D-1-72-129-62 | Bindalm                                                   |
| Brunnhaus Alpenstraße 151 (Standort)                            | Sogenannte Holzstube                                              | erdgeschossiger Blockbau mit Legschindeldach, 19. Jahrhundert | D-1-72-129-45 | weitere Bilder                                            |
| Forst Hintersee Engertalm (Standort)                            | Engertalm                                                         | Blockbau, um 1900; südwestlich von Ramsau am Hirschbichl, 900–1250 m Höhe | D-1-72-129-64 | Engertalm                                                 |
| Ramsauer Forst Falzalm (Standort)                               | Falzalm                                                           | Kaser der Falzalm; Blockbau, 1866; am nördlichen Fuß des Watzmann, 1620 m Höhe | D-1-72-129-65 | weitere Bilder                                            |
| Gröll Auf der Reiten 28 (Standort)                              | Zugehöriger Feldkasten                                            | Blockbau, Oberteil verbrettert, 17./18. Jahrhundert (Gröll-Lehen) | D-1-72-129-32 | BW                                                        |
| Forst Hintersee Halsalm (Standort)                              | Halsalm                                                           | Doppelkaser der Halsalm; Blockbau, bezeichnet mit dem Jahr 1896; westlich vom Hintersee, 1200 m Höhe | D-1-72-129-66 | BW                                                        |
| Helln Hellstraße; Schwarzecker Straße 51 (Standort)             | Hellnkapelle                                                      | mit Walmdach und Dachreiter, 18. Jahrhundert; mit Ausstattung | D-1-72-129-36 | BW                                                        |
| Kederbach Kederbacherstraße 17; Kederbacherstraße 16 (Standort) | Kederbachlehen                                                    | Bauernhaus um Mitte 19. Jahrhundert, im Kern wohl älter; Hofkapelle, 19./20. Jahrhundert | D-1-72-129-7  | BW                                                        |
| Klettner Alpenstraße 50 (Standort)                              | Feldkasten des ehemaligen Klettnerlehens                          | Blockbau, bezeichnet mit dem Jahr 1730 | D-1-72-129-39 | BW                                                        |
| Ramsauer Forst Lahneralm (Standort)                             | Lahneralm                                                         | Kaser der Lahneralm; Blockbau, um Mitte 19. Jahrhundert; südlich von Ramsau am Nordhang des Watzmanns, 1240 m Höhe | D-1-72-129-68 | BW                                                        |
| Mayringer Nähe Gasthaus Hochkalter (Standort)                   | Wegkapelle, sogenannte Mairinger-Kapelle                          | hochgestreckter, rechteckiger Flachsatteldachbau mit offener Giebelfront, spätes 18. Jahrhundert; mit Ausstattung; westlich von Im Tal 4 | D-1-72-129-48 | BW                                                        |
| Forst Hintersee Mittereisalm (Standort)                         | Mittereisalm                                                      | Kaser, bezeichnet mit dem Jahr 1894 Kaser, Ende 19. Jahrhundert; südwestlich von Ramsau am Hirschbichl, 1320 m Höhe | D-1-72-129-69 | BW                                                        |
| Forst Taubensee Mordaualm (Standort)                            | Mordaualm                                                         | Kederbacher-Kaser, eingeschossiger Steinbau mit Flachsatteldach, 18./19. Jahrhundert; sogenannter Gschoß-Kaser, Blockbau, 18./19. Jahrhundert; am Weg vom Taubensee ins Lattengebirge, 1190 m Höhe | D-1-72-129-70 | Mordaualm                                                 |
| Preisen Kederbacherstraße; Roßhoffreiung (Standort)             | Bildstock                                                         | wohl 16./17. Jahrhundert; an der alten Berchtesgadener Straße, etwa 300 m östlich vom Preisenlehen | D-1-72-129-60 | BW                                                        |
| Reichl Berchtesgadener Straße 9 (Standort)                      | Altes Forsthaus, jetzt Gasthof (Reichllehen)                      | dreigeschossiges Haus, mit Flachsatteldach, im Erdgeschoss gewölbt, im Kern 17./18. Jahrhundert; Hofkapelle, neugotisch, Ende 19. Jahrhundert | D-1-72-129-1  | BW                                                        |
| Roßhofmühle Kederbacherstraße 45 (Standort)                     | Festenlehen, Bauernhaus                                           | Obergeschoss in Blockbauweise, zum Teil verputzt, wohl 18. Jahrhundert | D-1-72-129-9  | BW                                                        |
| Scheffauer Scheffauer Tratten; Scheffaulehen (Standort)         | Scheffaukapelle                                                   | mit schindelgedecktem Walmdach, wohl 18. Jahrhundert; mit Ausstattung; beim Scheffauerlehen | D-1-72-129-14 | BW                                                        |
| Ramsauer Forst Stuben; Stubenalm (Standort)                     | Stubenalm                                                         | Mittlerer Kaser der Stubenalm; Blockbau mit Schindeldach, 18./19. Jahrhundert; südöstlich von Ramsau am Weg zum Watzmann, 1160 m Höhe | D-1-72-129-71 | weitere Bilder                                            |
| Thoman Auf der Reiten 18 (Standort)                             | Thomannkapelle                                                    | 19. Jahrhundert | D-1-72-129-31 | BW                                                        |
| Watzmannhaus Unterkunftshaus Watzmannscharte (Standort)         | Sogenanntes Bergführerkreuz auf der Watzmann-Mittelspitze         | schmiedeeisern, errichtet am 18. Juni 1893 (Ehemals Forstbezirk Hintersee) | D-1-72-129-61 | Sogenanntes Bergführerkreuz auf der Watzmann-Mittelspitze |
| Wimbachtal Wimbachweg 49 (Standort)                             | Ehemals Fürstpröpstliches Jagdhaus, sogenanntes Wimbachschlössl   | zweigeschossiger Satteldachbau, massives Erdgeschoss 2. Hälfte 17. Jahrhundert, im Kern älter, Obergeschoss in ausgemauerter Ständerbauweise zusammen mit Satteldach unter Fürstprobst Konrad von Schroffenberg 1790/91 (dendrochronologisch datiert), Ausbau des Innern 1850–1855 unter König Maximilian II., Veranda um 1900 unter Prinzregent Luitpold | D-1-72-129-72 | weitere Bilder                                            |
| Zulehen Triebenbachstraße 30 (Standort)                         | Landhaus im Stil eines stattlichen, langgestreckten Einfirsthofes | mit Blockbau-Obergeschoss, Lauben und dreiviertelrundem Eckerker, erbaut 1927 von Architekt Georg Zimmermann | D-1-72-129-18 | BW                                                        |

## Ehemalige Baudenkmäler
In diesem Abschnitt sind Objekte aufgeführt, die früher einmal in der Denkmalliste eingetragen waren, jetzt aber nicht mehr. Objekte, die in anderem Zusammenhang also z. B. als Teil eines Baudenkmals weiter eingetragen sind, sollen hier nicht aufgeführt werden. Aktennummern in diesem Abschnitt sind ehemalige, jetzt nicht mehr gültige Aktennummern.

| Lage                                         | Objekt                                  | Beschreibung | Akten-Nr.     | Bild                                    |
| -------------------------------------------- | --------------------------------------- | --- | ------------- | --------------------------------------- |
| Au Berchtesgadener Straße 92 (Standort)      | Transformatorenhäuschen                 | verbretterter Turm nach Entwurf von August von Thiersch, 1919/20                                                                                                  | D-1-72-129-2  | BW                                      |
| Au Im Tal 7 (Standort)                       | Ehemals Mühle                           | dreigeschossiger Bau, mit Flachsatteldach, 18./19. Jahrhundert | D-1-72-129-5  | BW                                      |
| Fegg Kederbacherstraße 85 (Standort)         | Mühle                                   | Klaubsteinsockel, darüber Holzaufbau, wohl frühes 19. Jahrhundert; im Landtalbachgraben bei Nr. 85 (Feggen)                                                       | D-1-72-129-11 | BW                                      |
| Hintersee Hirschbichlstraße 4 (Standort)     | Kruzifix mit Schmerzhafter Muttergottes | barock; nördlich von Gasthof Auzinger | D-1-72-129-28 | Kruzifix mit Schmerzhafter Muttergottes |
| Point Lehenmühlweg 29 (Standort)             | Zugehöriger Feldkasten                  | wohl 18. Jahrhundert (Pointlehen) | D-1-72-129-33 | BW                                      |
| Schwaben Kederbacherstraße 6 (Standort)      | Haus Infang, ehemals Bauernhaus         | Obergeschoss in Blockbauweise, 18./19. Jahrhundert | D-1-72-129-6  | BW                                      |
| Schwarzeck Schwarzecker Straße 66 (Standort) | Stöckllehen                             | Bauernhaus eines Zwiehofs, Obergeschoss in Blockbauweise, 17./18. Jahrhundert                                                                                     | D-1-72-129-37 | BW                                      |
| Taubensee Alpenstraße 159 (Standort)         | Zugehöriger Stadel                      | Holzbau mit Schopfwalmdach, schindelgedeckt, wohl 18. Jahrhundert                                                                                                 | D-1-72-129-47 | BW                                      |
| Taubensee Bindalm ()                         | Baldramkaser                            | Rundumtyp, Blockbau, bezeichnet 1686; Kaser, Blockbau, bezeichnet mit dem Jahr 1906; Kaser, Blockbau, um 1900; südwestlich von Ramsau am Hirschbichl, 1062 m Höhe | D-1-72-129-63 |                                         |
| Taubensee Schwarzecker Straße 20 (Standort)  | Jörgenlehen                             | Bauernhaus, Obergeschoss Blockbau, 17./18. Jahrhundert | D-1-72-129-59 | BW                                      |
| Urban Auf der Reiten 7 (Standort)            | Zugehöriger Schupfen                    | Holzbau, wohl 18. Jahrhundert (Urbanlehen) | D-1-72-129-30 | BW                                      |
| Votzenlehen Kederbacherstraße 61 (Standort)  | Votzenlehen                             | Bauernhaus eines Zwiehofs, Erdgeschoss wohl 17. Jahrhundert, Obergeschoss verputzter Blockbau, First bezeichnet mit dem Jahr 1821                                 | D-1-72-129-10 | BW                                      |